# Ranefer (fils de Snéfrou)
Pour les articles homonymes, voir Ranefer.
Ranefer (Rê est beau), est un prince de la IVe dynastie, fils de Snéfrou. Ranefer travaillait comme surveillant pour son père. Il avait le titre de « surveillant de Djed-Sneferou ».

## Famille
Ranefer était un fils du pharaon Snéfrou, fondateur de la IVe dynastie et d'une mère inconnue. Certains pensaient également que, lui et son frère Rahotep, étaient plutôt le fils de Houni, le dernier roi de la IIIe dynastie du fait qu'ils pensaient également que la pyramide de Meïdoum était celle de ce roi, mais étant donné qu'il s'agit de celle de Snéfrou, cet argument est écarté.

## Sépulture
Ranefer a été enterré dans un mastaba à Meïdoum. Dans le tombeau ont été trouvés des restes de viscères enveloppés dans du lin. Le corps de Ranefer est la meilleure représentation de ce qu'impliquaient les techniques de momification de l'Ancien Empire. Son corps était orienté vers l'est, moulé et peint. Les cheveux de la momie étaient peints en noir, les sourcils et les yeux en vert et la bouche en rouge. Les parties génitales ont également été soigneusement moulées, le cerveau est resté dans le crâne et ses entrailles ont été trouvées dans un vase canope dans la tombe.